# Avena barbata
Avena barbata é uma espécie de planta com flor pertencente à família Poaceae. 
A autoridade científica da espécie é Pott ex Link, tendo sido publicada em Journal für die Botanik 1799 (2,2): 314–315. 1799 (1800).

## Portugal
Trata-se de uma espécie presente no território português, nomeadamente no Arquipélago dos Açores e no  Arquipélago da Madeira.
Em termos de naturalidade é introduzida no Arquipélago dos Açores e nativa do Arquipélago da Madeira.

## Protecção
Não se encontra protegida por legislação portuguesa ou da Comunidade Europeia.